# Amblyrhynchotes honckenii
Amblyrhynchotes honckenii és una espècie de peix de la família dels tetraodòntids i de l'ordre dels tetraodontiformes.

## Morfologia
- Els mascles poden assolir 30 cm de longitud total.[1]

## Hàbitat
És un peix de clima tropical i associat als esculls de corall que viu fins als 400 m de fondària.

## Distribució geogràfica
Es troba des de Sud-àfrica fins a la Xina i les illes Marshall (Micronèsia).

## Observacions
- És un peix molt verinós, fins al punt que no és depredat ni per altres peixos ni per les aus marines. Els humans tampoc en poden menjar i les mans s'han de rentar curosament després de manipular-lo.[1]